# Семёнова (бассейн Ичи)
Река Семёнова — река на полуострове Камчатка. Протекает по территории Быстринского района Камчатского края России.
Длина реки — 24 км. Берёт истоки с южных склонов безымянной горы высотой 1672 м, протекает в ущелье в южном направлении. Впадает в Левые Самки справа на расстоянии 8 км от её устья.
По данным государственного водного реестра России относится к Анадыро-Колымскому бассейновому округу. Код водного объекта — 19080000212120000030232.